# Arco de Lowitz

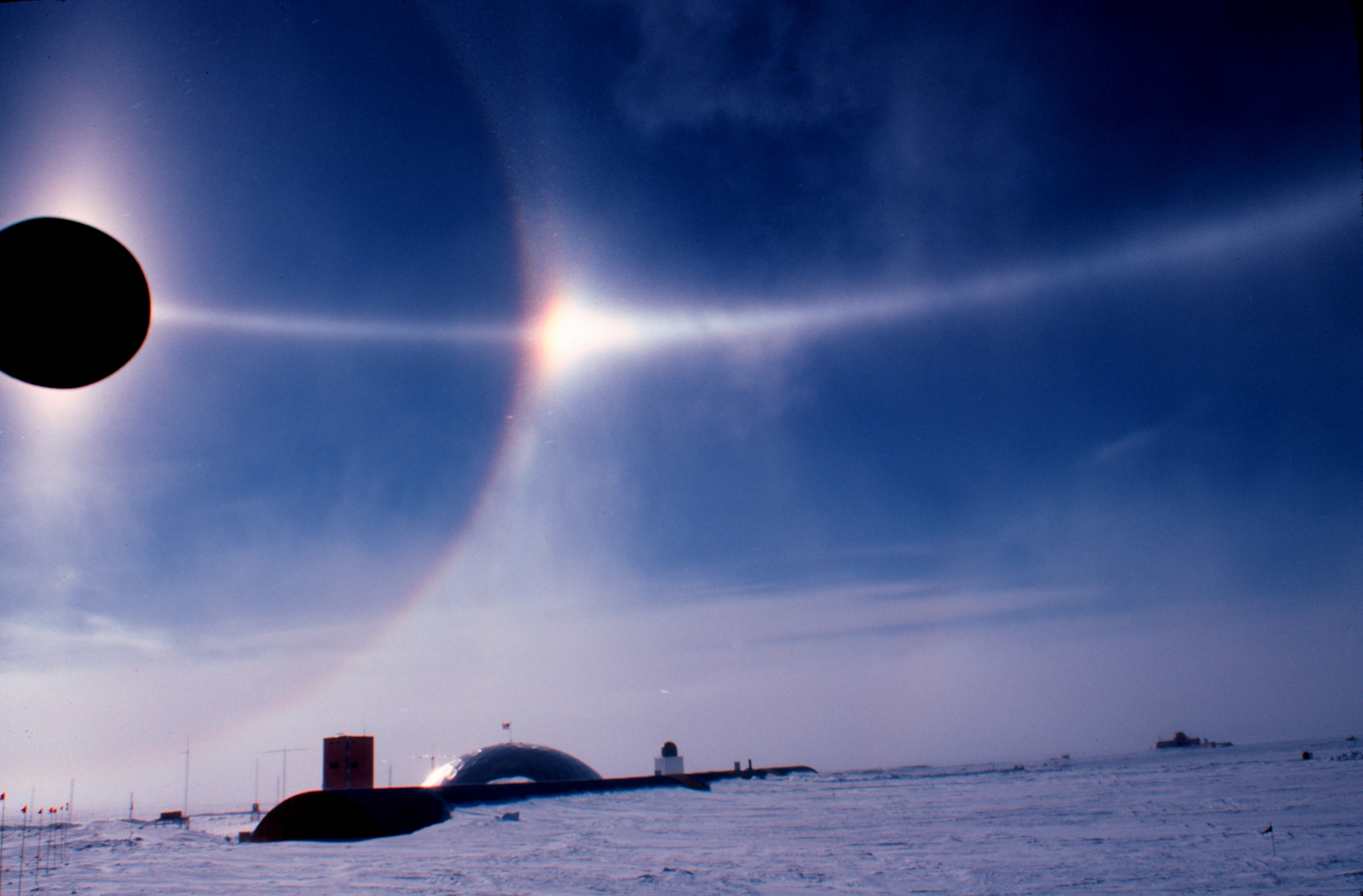
Las líneas poco visibles que suben y bajan desde el sol lateral son probablemente arcos de Lowitz.

Un arco de Lowitz es un fenómeno óptico atmosférico poco común, que pertenece a la familia de los halos formados por cristales de hielo. Se caracteriza por un arco luminoso que se origina en un parhelio y se extiende hacia adentro, pudiendo continuar tanto por encima como por debajo del Sol.

## Historia

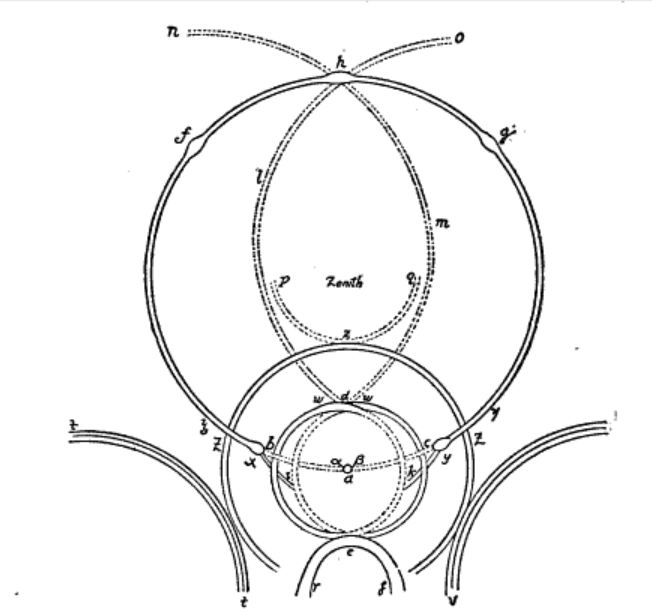
Diagrama de halos solares de Lowitz (1790). El Sol (denominado αβa) se encuentra dentro de dos círculos superpuestos cerca de la parte inferior de la imagen. Los parhelios (denominados bx y cy) se encuentran a la izquierda y a la derecha del Sol. Los arcos de Lowitz (denominados xi e yk) descienden en ángulo agudo desde los parhelios e intersecan los círculos que rodean al Sol.

Exacto, el arco de Lowitz debe su nombre a Johann Tobias Lowitz (1757-1804), un boticario y químico experimental ruso de origen alemán.En la mañana del 18 de junio de 1790, en San Petersburgo, Lowitz observó un impresionante fenómeno de halos solares, donde notó arcos que descendían desde los parhelios y se extendían bajo el Sol, describiendo así por primera vez este raro fenómeno óptico atmosférico.
Lowitz notificó oficialmente sobre este fenómeno a la Academia de Ciencias de San Petersburgo el 18 de octubre de 1790, acompañando su informe con una ilustración detallada de lo que había visto.Esa ilustración mostraba lo que hoy se conoce como los “arcos inferiores de Lowitz”.
No obstante, varios científicos dudaban de la existencia de este fenómeno.Esto se debe a que los arcos de Lowitz son muy poco frecuentes y poco conocidos, por lo que quienes los veían no siempre los identificaban correctamente. Además, antes de la popularización de cámaras digitales accesibles y portátiles, pocas personas podían capturarlos en foto, y las cámaras disponibles no siempre tenían la sensibilidad necesaria para captar estos arcos tan tenues. No fue sino hasta aproximadamente la década de 1990 que se lograron obtener imágenes claras de los arcos de Lowitz, permitiendo su estudio detallado.

## El fenómeno y las hipótesis sobre su causa
Cuando el sol está bajo en el horizonte, a su izquierda y derecha, a la misma altura, pueden observarse puntos luminosos llamados parhelios. En estas ocasiones, el sol suele estar rodeado por un anillo luminoso o halo, que desde la perspectiva del observador forma un ángulo de 22°. De manera poco frecuente, desde estos parhelios se extienden arcos tenues que pueden dirigirse hacia arriba o hacia abajo, conocidos como arcos de Lowitz. Existen hasta tres arcos distintos que parten de los parhelios: el primero, llamado arco inferior de Lowitz, es el más corto y se inclina hacia el sol para luego extenderse hacia abajo; el segundo, denominado arco medio o arco circular de Lowitz, también se extiende hacia abajo desde el parhelio pero se curva bajo el sol, a veces uniendo sus extremos con el arco inferior; finalmente, un tercer arco puede extenderse hacia arriba desde el parhelio, conocido como arco superior de Lowitz. En la ilustración que Lowitz presentó en 1790, únicamente aparece representado el arco inferior.Estos fenómenos son bastante raros y delicados, lo que dificulta su observación.
Los arcos de Löwitz, al igual que el halo solar de 22° y los parhelios, se forman por la refracción de la luz solar en cristales de hielo. Sin embargo, aún hay debate sobre la forma y orientación exacta de estos cristales que causan el fenómeno.
En 1840, el astrónomo alemán Johann Gottfried Galle sugirió que los arcos inferiores de Löwitz se forman de manera similar a los parhelios, mediante la refracción de la luz solar en cristales de hielo hexagonales. Sin embargo, mientras que en los parhelios los cristales columnares están orientados verticalmente, Galle propuso que en los arcos de Löwitz estos cristales oscilan alrededor de sus ejes verticales.
Charles Sheldon Hastings (1848-1932),físico estadounidense especializado en óptica, planteó en 1901 que los arcos de Lowitz se originan por placas hexagonales de hielo que oscilan alrededor de un eje horizontal situado en el plano de la placa mientras caen, similar al movimiento de aleteo de una hoja.Posteriormente, en 1920, sugirió que estas placas no solo oscilan, sino que también giran alrededor de sus diagonales largas.
Hastings propuso que los arcos de Lowitz se forman cuando la luz solar entra en un cristal de hielo a través de una de sus caras laterales, se refracta, viaja a través del cristal y luego sale por otra cara lateral separada por 60° de la primera. Esta doble refracción, combinada con la rotación de las placas de hielo, orienta los cristales de manera que dirigen brevemente la luz hacia el observador en diferentes puntos a lo largo del arco.Aunque una placa hexagonal tiene tres posibles ejes de rotación largos, solo uno de estos ejes genera el arco inferior de Lowitz, mientras que los otros dos producen los arcos central y superior.
Desde alrededor de 1990, las fotografías han proporcionado evidencia clara de arcos de Lowitz, lo que ha permitido estudiarlos con mayor detalle. Además, las simulaciones informáticas de trazado de rayos han facilitado la recreación de estos fenómenos, permitiendo comparar hipótesis sobre la forma y orientación de los cristales de hielo con imágenes reales. Sin embargo, estos estudios han revelado deficiencias en las explicaciones tradicionales, que asumían que solo las placas hexagonales rotatorias producían estos arcos. Las simulaciones más precisas se lograron al considerar cristales casi horizontales, formas más rómbicas o incluso columnas hexagonales orientadas horizontalmente, ajustándose mejor a las observaciones. Esto sugiere que los arcos de Lowitz podrían formarse bajo una gama más amplia de condiciones de cristal que las consideradas originalmente.
Por lo tanto, el proceso exacto que da lugar a los arcos de Lowitz aún no se comprende completamente.

## Lectura adicional
- Auguste Bravais (1847) "Mémoire sur les halos et les phénomènes optiques qui les accompagnent", Journal de l'Ecole royale polytechnique, 18 :1-270. Ver: páginas 47-49: "§ X. -- Arcos oblicuos de Lowitz". (Arcos oblicuos de Lowitz).
- Josef Maria Pernter y Felix Maria Exner, Meteorologische Optik, 2.ª ed. (Viena, Austria: Wilhelm Braumüller, 1922). Ver: páginas 360-380: 47. Nebensonne, Halo de 22° y Lowitz' schiefe Bögen. (47. Parhelios, halo de 22° y arcos oblicuos de Lowitz.)
- William Jackson Humphreys, Física del aire, 2.ª ed. (Nueva York, Nueva York: McGraw-Hill, 1929); Los arcos de Lowitz se analizan en las páginas 495-501 .
- Robert Greenler, Rainbows, Halos, and Glories (Cambridge, Inglaterra: Cambridge University Press, 1980); Los arcos de Lowitz se analizan en las páginas 44-47 .
- Walter Tape (investigador de halos):

- Walter Tape, ed. , Halos atmosféricos, Antarctic Research Series, vol. 64 (Washington D. C.: Unión Geofísica Americana, 1994). En la página 98 (en ausencia de evidencia fotográfica), Tape considera los arcos de Lowitz como simplemente arcos de Parry .
- Walter Tape y Jarmo Moilanen, Halos atmosféricos y la búsqueda del ángulo X (Washington D. C.: American Geophysical Union, 2006).
- El sitio web de Walter Tape

- James R. Mueller, Robert G. Greenler y A. James Mallmann (1 de agosto de 1979) "Arcos de Lowitz", Revista de la Sociedad Óptica de América, 69 (8) :1103-1106.
- RAR (Ronald Alfred Ranson) Tricker, Introducción a la óptica meteorológica (Nueva York, Nueva York: Elsevier, 1970).
- Marko Riikonen, Halot. Jääkidepilvien valoilmiöt [Halos. Los fenómenos ópticos de las nubes de cristales de hielo] (Helsinki, Finlandia: Ursa, 2011) - en finlandés.